# Valle de Bravo
Valle de Bravo är en kommunhuvudort i Mexiko. Den ligger i kommunen Valle de Bravo och delstaten Mexiko, i den södra delen av landet, 110 km väster om huvudstaden Mexico City. Valle de Bravo ligger 1 826 meter över havet och antalet invånare är 28 280.
Terrängen runt Valle de Bravo är huvudsakligen kuperad. Valle de Bravo ligger nere i en dal. Runt Valle de Bravo är det ganska tätbefolkat, med 116 invånare per kvadratkilometer. Närmaste större samhälle är Ixtapan del Oro, 15,9 km nordväst om Valle de Bravo. I omgivningarna runt Valle de Bravo växer huvudsakligen savannskog.